# Харази, Алон
Ало́н Харази́ (ивр. אלון חרזי‎; 13 февраля 1971, Тель-Авив, Израиль) — израильский футболист и футбольный тренер. Играл на позиции защитника за клубы «Маккаби» (Хайфа) и «Бейтар» (Иерусалим), а также национальную сборную Израиля.

## Клубная карьера
Харази пришёл в «Маккаби» из Хайфы в 1990 году, когда ему было 18 лет. Первый матч за «Маккаби» он провёл 6 октября 1990 года против «Хапоэля» из Тель-Авива. Начинал как центральный нападающий, позднее стал играть на позициях центрального или правого защитника. В высшем дивизионе Израиля Харази провёл 20 сезонов, из них 19 он выступал за «Маккаби» из Хайфы и один провёл в составе иерусалимского «Бейтара». С «Маккаби» он восемь раз становился чемпионом Израиля, один чемпионат выиграл с «Бейтаром». Трижды Харази становился обладателем Кубка Израиля и пять раз — Кубка Тото, вместе с «Маккаби» дважды играл в групповом этапе Лиги чемпионов и доходил до четвертьфинала Кубка обладателей кубков. Всего в еврокубках он сыграл 66 матчей, на момент завершения карьеры этот результат являлся рекордным для израильских футболистов. Также Харази принадлежит несколько командных рекордов.
25 апреля 2009 года в матче с «Хапоэль Ирони» Харази установил новый рекорд чемпионата Израиля по количеству сыгранных матчей — 520. Его выход на замену в концовке матча сопровождался стоячей овацией болельщиков «Маккаби». Всего в высшем дивизионе Израиля Харази сыграл 527 матчей. 8 декабря 2009 года 38-летний Харази завершил игровую карьеру и перешёл на должность старшего скаута в «Маккаби».

## Выступления за сборную
На протяжении 14 лет, с 1992 по 2006 год, Харази был игроком национальной сборной Израиля. Всего в её составе он провёл 89 матчей, в которых забил 2 гола. На момент завершения карьеры он по количеству сыгранных за израильскую сборную матчей занимал второе место, уступая только Арику Бенадо (94 матча).

## Тренерская карьера
После завершения игровой карьеры Харази некоторое время работал в «Маккаби» (Хайфа) старшим скаутом. Летом 2014 года он был назначен главным тренером клуба «Хапоэль» (Акко), выступавшего в высшем дивизионе Израиля. В январе 2015 года, после половины сезона, команда занимала последнее место в турнирной таблице, и Харази был уволен с должности.

## Достижения
- Чемпион Израиля (9): 1990/1991, 1993/1994, 1997/1998, 2000/2001, 2001/2002, 2003/2004, 2004/2005, 2005/2006, 2008/2009
- Обладатель Кубка Израиля (3): 1990/1991, 1992/1993, 1994/1995
- Обладатель Кубка Тото (5): 1993/1994, 1997/1998, 2001/2002, 2005/2006, 2007/2008